# Videmir
Videmir (en llatí Vidimir o Vidimer) va ser, segons Jordanes, un rei ostrogot de la dinastia dels Amals, que va regnar entre 451-473 al costat dels seus germans majors Teodomir i Valamir. Era fill de Vandalari, un noble fill del rei Vinitari (r. 375–376), va tenir un fill també anomenat Videmir. L'any 451, va liderar al costat dels seus germans els contingents ostrogots de l'exèrcit d'Àtila (r. 434-453) a la batalla dels Camps Catalàunics, i el 454, un cop mort Àtila, va lluitar amb èxit contra els huns a la batalla de Nedao.
El mateix any es va assentar amb els seus parents a la Pannònia amb el vistiplau de l'emperador romà d'Orient Marcià (r. 450–457), on van crear el Regne Ostrogot de la Pannònia, dividit en tres districtes, cada un controlat per un dels germans, essent Valamir qui ostentava el títol de rei. Videmir va mantenir control de la porció central dels dominis ostrogots, la qual cosa, segons Herwig Wolfram, correspondria la Eslavònia Superior.
Entre el 459 i el 461/462, Videmir va participar dels conflictes amb els romans sobre el no-pagament del subsidi anual als gots. Vora l'any 469, va lluitar al costat de Teodomir a la batalla de Bolia que va provocar la derrota de l'exèrcit conjunt bàrbar-romà. Segons Hyun Jin Kim, però, és plausible que els ostrogots perdessin aquesta batalla. El 473 va ser enviat pel seu germà contra Itàlia, en aquell moment administrada per l'emperador Gliceri (r. 473–474). Ell va envair la regió, no obstant això va morir immediatament de seguida, deixant l'expedició sota comandament del seu fill. Es molt probable, que en arribar a la Gàl·lia, aquesta partida d'ostrogots s'unís amb els visigots, que s'havien establert en aquella província.